# The Blood Brothers
The Blood Brothers va ser una banda estatunidenca de post-hardcore formada en la Eastside, als afores de Seattle, en 1997. El quintet va llançar cinc àlbums durant la seva existència de deu anys i va donar lloc a nombrosos projectes paral·lels al llarg del camí.

## Origen
Els vocalistes Jordan Blilin i Johnny Whitne, i el bateria Marcos Gajadhar van formar la banda a partir d'un projecte musical anterior, Vade, de la qual estaven involucrats quan 15 anys d'edat. La unió amb el baixista Morgan Henderson i el guitarrista Devin Welch va fer néixer The Blood Brothers a l'agost de 1997. La banda va gravar el seu primer vinil 7" per dos-cents dollars en un soterrani a l'any següent. Després de reemplaçar a Welch amb el guitarrista Cody Votolato, la formació actual s'havia completat.
En 2007, la pàgina Punknews.org va informar que la banda es prendria una breu pausa, encara que havien informat inicialment la situació com una ruptura. La banda es va separar oficialment el 8 de novembre de 2007.

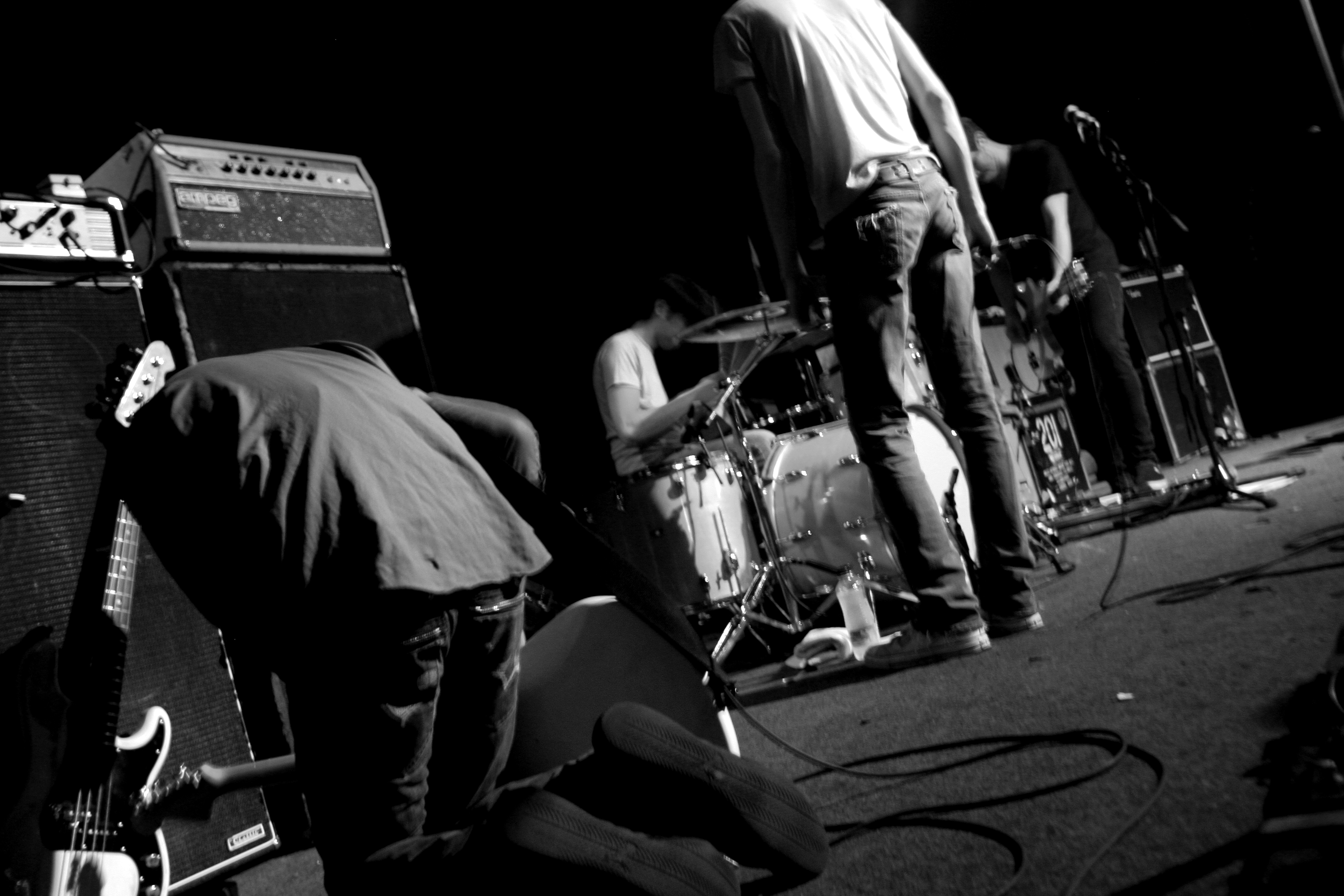
The Blood Brothers en directa a Alemanya 2007

## Estil musical
La banda, que ha estat considerada com a post-hardcore, és particularment notable per tenir les veus de duel úniques de Johnny Whitney i Jordània Blilie. Ells fan un ampli ús d'estils vocals post-hardcore (com a canvis ràpids de cantar a crit agut) i la instrumentació (per exemple, canvis bruscos en metres i els concordes no estàndard). L'estil de tocar la guitarra exhibit per Votolato ha canviat molt amb el temps, sobretot entre el so pesat, discordant de ...Burn, Piano Island, Burn i les línies minimalistes de plom en Crimes, on l'energia de la bateria i veus tendeix a compensar la falta de distorsió gruixuda. La veu de Whitney ha evolucionat arrossegant les paraules verinoses en Aquest adulteri està madur als xiscles aguts ("com un nen que està sent torturat segons el mateix citat sarcàsticament, mentre que la veu de Blilie ha crescut més distintiu, mantenint el mateix baix, robust ferocitat. La banda ha citat a Drive Like Jehu, Gang of Four, Botch i Antioch Arrow, entre altres influències.

## Membres
Última formació
- Jordan Blilie – veus, guitarres, piano (1997–2007, 2014)
- Johnny Whitney – veus, piano, teclats, programació (1997–2007, 2014)
- Mark Gajadhar – bateria, percussió (1997–2007, 2014)
- Morgan Henderson – baix, guitarres, teclats, cors (1997–2007, 2014)
- Cody Votolato – guitarres, percussió, cors (1999–2007, 2014)

Membres anteriors
- Devin Welch – guitarres (1997–1999)

## Discografia
Àlbums
- This Adultery Is Ripe (2000)
- March on Electric Children (2002)
- ...Burn, Piano Island, Burn (2003)
- Crimes (album)|*Crimes (2004) No. 157 US
- Young Machetes (2006) No. 92 US

EPs
- The Blood Brothers (1997)
- Home Alive '98 split 7" amb Stiletto (1998)
- Dynamic Sound! split 7" amb Milemarker (1999)
- Rumors Laid Waste (2003)
- Love Rhymes with Hideous Car Wreck (2005)

Senzills
- "Ambulance vs. Ambulance" (2003)
- "Love Rhymes with Hideous Car Wreck" (2004)
- "Laser Life" (2006)
- "Set Fire to the Face on Fire" (2007)

## Videografia
Vídeos musicals
- "Ambulance vs. Ambulance" (2003)
- "Love Rhymes with Hideous Car Wreck" (2004)
- "Laser Life" (2006)
- "Set Fire to the Face on Fire" (2007)

DVD
- Jungle Rules Live (2003)
- This Is Circumstantial Evidence (2003)
- The Fest 3 (2004)